# Georgi Franzewitsch Gause

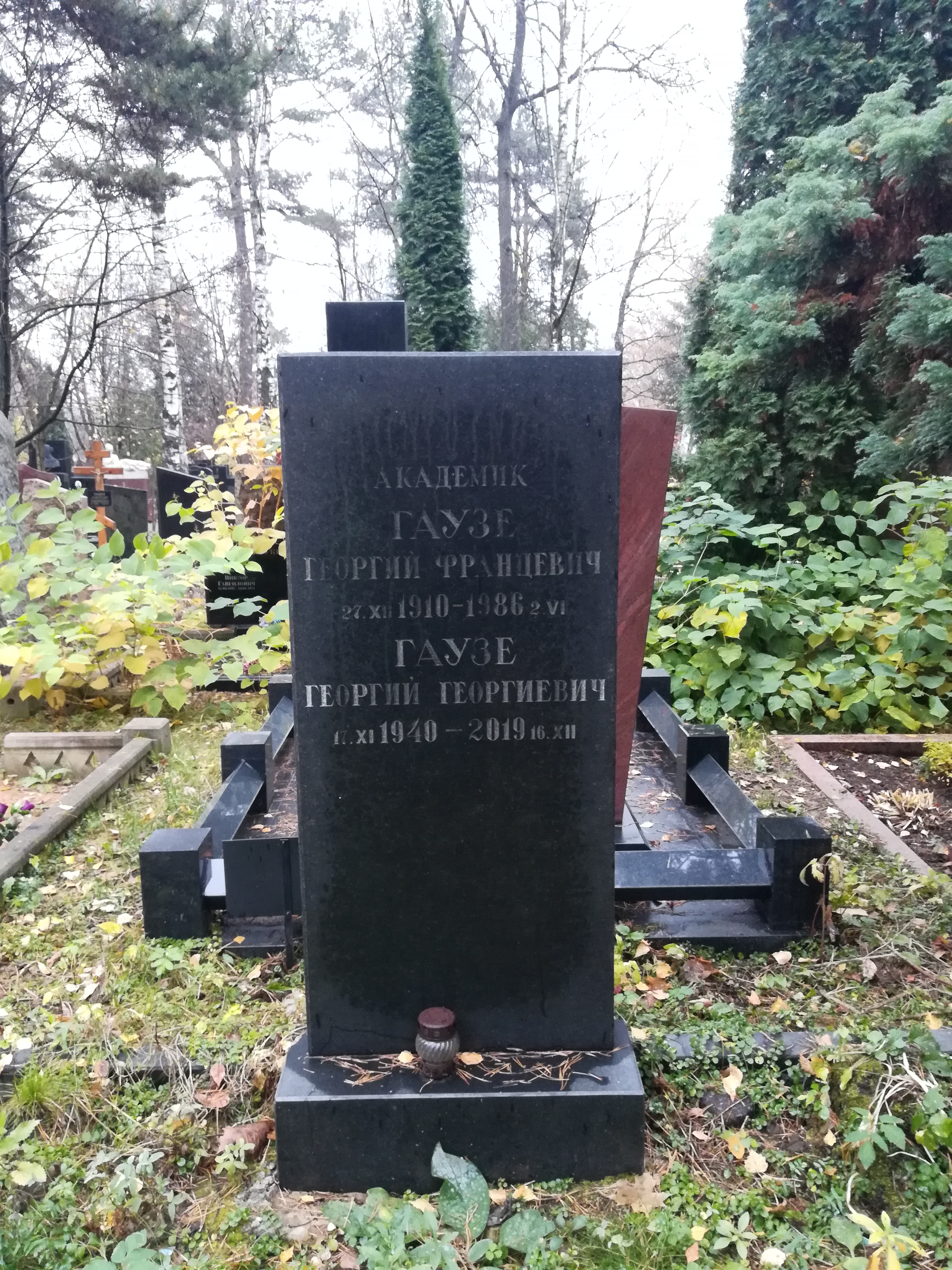
Grab von Georgi Franzewitsch Gause auf dem Kunzewoer Friedhof in Moskau

Georgi Franzewitsch Gause (russisch Георгий Францевич Гаузе; * 27. Dezember 1910 in Moskau; † 4. Mai 1986 in Moskau) war ein sowjetischer Mikrobiologe.

## Leben
Seine Eltern waren Franz Gause, ein Professor für Architektur an der Lomonossow-Universität, und Galina Gause. Die Familie verbrachte ihre Ferien oftmals im Kaukasus, wo Georgi Gause sein Interesse an der Biologie und Ökologie entwickelte. Er studierte Biologie an der Lomonossow-Universität und examinierte 1940. Nach dem Studium war er in der Forschung für neue Antibiotika tätig und er entdeckte 1944 das Gramicidin S bei seinen Arbeiten mit dem Bacillus brevis.
Gause gilt außerdem als Entwickler des Konkurrenzausschlussprinzips.